# Światowy Dzień Młodzieży Prawosławnej
Światowy Dzień Młodzieży Prawosławnej (ang. World Day Of Orthodox Youth) – święto obchodzone corocznie 2/15 lutego, proklamowane w 1992 przez liderów Syndesmosu, największej na świecie federacji prawosławnych bractw i szkół teologicznych. 
Uroczystość ta zbiega się z jednym z 12 głównych świąt, ze  Spotkaniem Pańskim, kiedy to wspomina się przyniesienie do świątyni Jerozolimskiej 40. dniowego Jezusa. 
Zbieżność dat nie jest przypadkowa. Ustanowienie święta młodzieży w tym dniu oznacza bowiem jej symboliczne wejście do wspólnoty prawosławnej i rozpoczęcie działalności na chwałę Boga i Cerkwi.